# Diedrich Uhlhorn junior

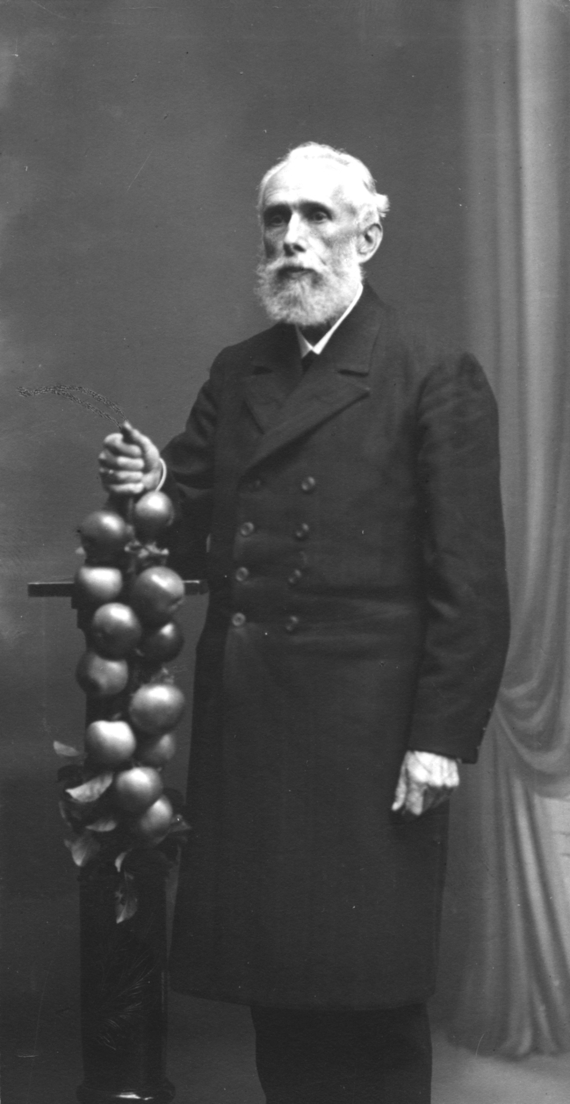
Diedrich Uhlhorn jun.

Diedrich Uhlhorn junior (* 20. Dezember 1843 in Grevenbroich; † 9. November 1915 ebenda) war ein deutscher Ingenieur und Obstzüchter.

## Leben
Diedrich Uhlhorn junior war ein Enkel des gleichnamigen Erfinders Diedrich Uhlhorn, des Herzoglich Oldenburgischen Mechanicus. Sein Vater war der Kommerzienrat Johann Heinrich Uhlhorn (1805–1888). Seit dem 28. Oktober 1871 war er mit Hermine von Zuccalmaglio (1847–1930) verheiratet, der Tochter des Grevenbroicher Notars Vincenz von Zuccalmaglio.

## Technische Erfindungen
Unter dem Eindruck der Folgen des Deutsch-Französischen Krieges bemühte sich Uhlhorn in den 1880er-Jahren um technische Neuerungen in der Landwirtschaft, die zur Verbesserung der Volksernährung beitragen sollten. Besonderen Erfolg hatte er mit einem von ihm patentierten und 1885 veröffentlichten Verfahren zur Schälung von Roggen, das es ermöglichte, unter Wahrung des Proteingehalts den unverdaulichen Anteil an Zellulose zu senken und zugleich durch die damit verbundene Reduzierung von Verunreinigungen und Feuchtigkeit die Haltbarkeit zu erhöhen.

## Züchtungen

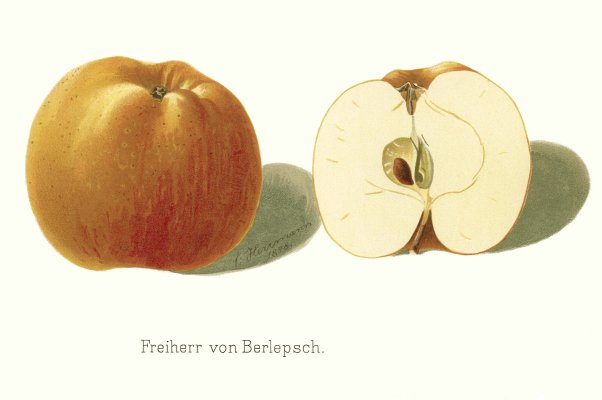
Goldrenette Freiherr von Berlepsch

1878 züchtete er die nach seinem Schwiegervater benannte Apfelsorte Zuccalmaglios Renette, und 1880 den Freiherr von Berlepsch, eine bis heute vor allem im Rheinland verbreitete Sorte. 1906 kam die Apfelsorte Ernst Bosch hinzu. 1886 legte er auch eine Kreuzung zwischen Mirabelle und Hauszwetschge vor, die als Backpflaume gekocht ohne Zuckerzusatz auskommen soll. Ihm gelangen Kreuzungen zwischen Pfirsich beziehungsweise Aprikose und der Kirschpflaume, die sich als Stammbildner für Pfirsich und Aprikose bewährt haben sollen. Er züchtete auch die Grevenbroicher Knorpelkirsche.
Seinen Grabstein auf dem Grevenbroicher Friedhof ziert ein Apfelbäumchen.